# José Garfias
José Antonio Garfias Martínez Lavín (San Luis Potosí; 24 de octubre de 2004) es un piloto de automovilismo mexicano. Fue tercero de la Fórmula México en 2019. Desde 2023 compite en la Eurocup-3 con el equipo neerlandés MP Motorsport.

## Carrera

### Inicios
En 2017, Garfias participó en el SKUSA SuperNationals XXI, en la categoría Mini Swift con el equipo RPL Racing, en 2019 participaría en el SKUSA SuperNationals XXIII en la categoría X30 Júnior, siendo su último año en el karting.

### Fórmula Regional

#### 2021
En 2021, Garfias sería citado para remplazar a Dexter Patterson en el equipo Monolite Racing para participar en 3 rondas del Campeonato de Fórmula Regional Europea.

#### 2022
En 2022, Garfias estuvo presente en pruebas del Campeonato de Fórmula Regional Europea con RPM, donde conseguiría un tiempo de 1m26.330s dado en 124 vueltas.

### Eurocup-3
El 18 de marzo de 2023, Garfias sería anunciado por MP Motorsport para disputar la temporada inaugural de la Eurocup-3, esto, después de haber tenido un año de ausencia de las competiciones.

## Resumen de carrera
| Temporada | Categoría                                       | Equipo            | Carreras     | Victorias    | Poles        | VR           | Podios       | Puntos       | Pos.         |
| --------- | ----------------------------------------------- | ----------------- | ------------ | ------------ | ------------ | ------------ | ------------ | ------------ | ------------ |
| 2018-19   | Campeonato NACAM de Fórmula 4                   | Telcel RPL Racing | 3            | 0            | 0            | 0            | 0            | 14           | 15.º         |
| 2019      | Fórmula México                                  | RE Racing         | 5            | 0            | 0            | 0            | 4            | 333          | 3.º          |
| 2019-20   | Campeonato NACAM de Fórmula 4                   | Telcel RPL Racing | 20           | 3            | 0            | 2            | 7            | 238          | 4.º          |
| 2021      | Campeonato GB3                                  | Elite Motorsport  | 15           | 0            | 0            | 0            | 0            | 117          | 17.º         |
| 2021      | Campeonato de Fórmula Regional Europea          | Monolite Racing   | 6            | 0            | 0            | 0            | 0            | 0            | 36.º         |
| 2023      | Eurocup-3                                       | MP Motorsport     | 16           | 0            | 0            | 0            | 5            | 160          | 4.º          |
| 2024      | Campeonato de Fórmula Regional de Medio Oriente | Saintéloc Racing  | 9            | 0            | 0            | 0            | 0            | 0            | 27.º         |
| 2024      | Eurocup-3                                       | Saintéloc Racing  | 12           | 0            | 0            | 1            | 0            | 52           | 10.º         |
| 2024      | Eurofórmula Open                                | Team Motopark     | 9            | 0            | 1            | 1            | 4            | 99           | 7.º          |
| 2025      | Campeonato de Fórmula 3 de la FIA               | AIX Racing        | Disputándose | Disputándose | Disputándose | Disputándose | Disputándose | Disputándose | Disputándose |
| 2025      | Eurofórmula Open                                | Team Motopark     | Disputándose | Disputándose | Disputándose | Disputándose | Disputándose | Disputándose | Disputándose |
| Fuente:   |                                                 |                   |              |              |              |              |              |              |              |

## Resultados

### Campeonato de Fórmula Regional Europea
(Clave) (negrita indica pole position) (cursiva indica vuelta rápida puntuable)

| Año  | Equipo          | 1   | 1   | 2   | 2   | 3   | 3   | 4   | 4   | 5   | 5   | 6   | 6   | 7   | 7   | 8   | 8   | 9   | 9   | 10  | 10  | Pos. | Puntos |
| ---- | --------------- | --- | --- | --- | --- | --- | --- | --- | --- | --- | --- | --- | --- | --- | --- | --- | --- | --- | --- | --- | --- | ---- | ------ |
| 2021 | Monolite Racing | IMO | IMO | BAR | BAR | MON | MON | LEC | LEC | ZAN | ZAN | SPA | SPA | SPI | SPI | VAL | VAL | MUG | MUG | MNZ | MNZ | 36.º | 0      |
| 2021 | Monolite Racing |     |     |     |     |     |     |     |     |     |     |     |     | 28  | 20  | 24  | Ret | 20  | 23  |     |     | 36.º | 0      |

### Eurocup-3
(Clave) (negrita indica pole position) (cursiva indica vuelta rápida puntuable)

| Año     | Equipo        | 1   | 1   | 2   | 2   | 3   | 3   | 4   | 4   | 5   | 5   | 6   | 6   | 7   | 7   | 8   | 8   | Pos. | Puntos |
| ------- | ------------- | --- | --- | --- | --- | --- | --- | --- | --- | --- | --- | --- | --- | --- | --- | --- | --- | ---- | ------ |
| 2023    | MP Motorsport | SPA | SPA | ARA | ARA | MNZ | MNZ | ZAN | ZAN | JER | JER | EST | EST | VAL | VAL | BAR | BAR | 4.º  | 160    |
| 2023    | MP Motorsport | Ret | 6   | 4   | 3   | 6   | 4   | 6   | 6   | 5   | 6   | 6   | 3   | 2   | 3   | 18† | 3   | 4.º  | 160    |
| Fuente: |               |     |     |     |     |     |     |     |     |     |     |     |     |     |     |     |     |      |        |

### Campeonato de Fórmula 3 de la FIA
(Clave) (negrita indica pole position) (cursiva indica vuelta rápida puntuable)

| Año   | Escudería  | 1   | 1   | 2   | 2   | 3   | 3   | 4   | 4   | 5   | 5   | 6   | 6   | 7   | 7   | 8   | 8   | 9   | 9   | 10  | 10  | Pos. | Puntos | Ref.  |
| ----- | ---------- | --- | --- | --- | --- | --- | --- | --- | --- | --- | --- | --- | --- | --- | --- | --- | --- | --- | --- | --- | --- | ---- | ------ | ----- |
| 2025* | AIX Racing | MEL | MEL | SAK | SAK | IMO | IMO | MON | MON | BAR | BAR | SPI | SPI | SIL | SIL | SPA | SPA | BUD | BUD | MNZ | MNZ | 35.º | 0      | [ 9 ] |
| 2025* | AIX Racing |     |     |     |     |     |     |     |     | 24† | Ret |     |     |     |     |     |     |     |     |     |     | 35.º | 0      | [ 9 ] |

- * Temporada en progreso.